# ديفيد غارزا بيريز
ديفيد غارزا بيريز (بالإسبانية: Davíd Garza Pérez)‏ هو سائق سباق مكسيكي، ولد في 22 يونيو 1988 في مونتيري في المكسيك.

## وصلات خارجية
- ديفيد غارزا بيريز على موقع DriverDB.com (الإنجليزية)

- الموقع الرسمي